# Östhammar
För andra betydelser, se Östhammar (olika betydelser).
Östhammar är en tätort i Uppland samt centralort i Östhammars kommun, Uppsala län. Befolkningen uppgår till cirka 4 500 personer. Staden är belägen mellan Östhammarsfjärden i öster och riksväg 76 i väster.

## Historia

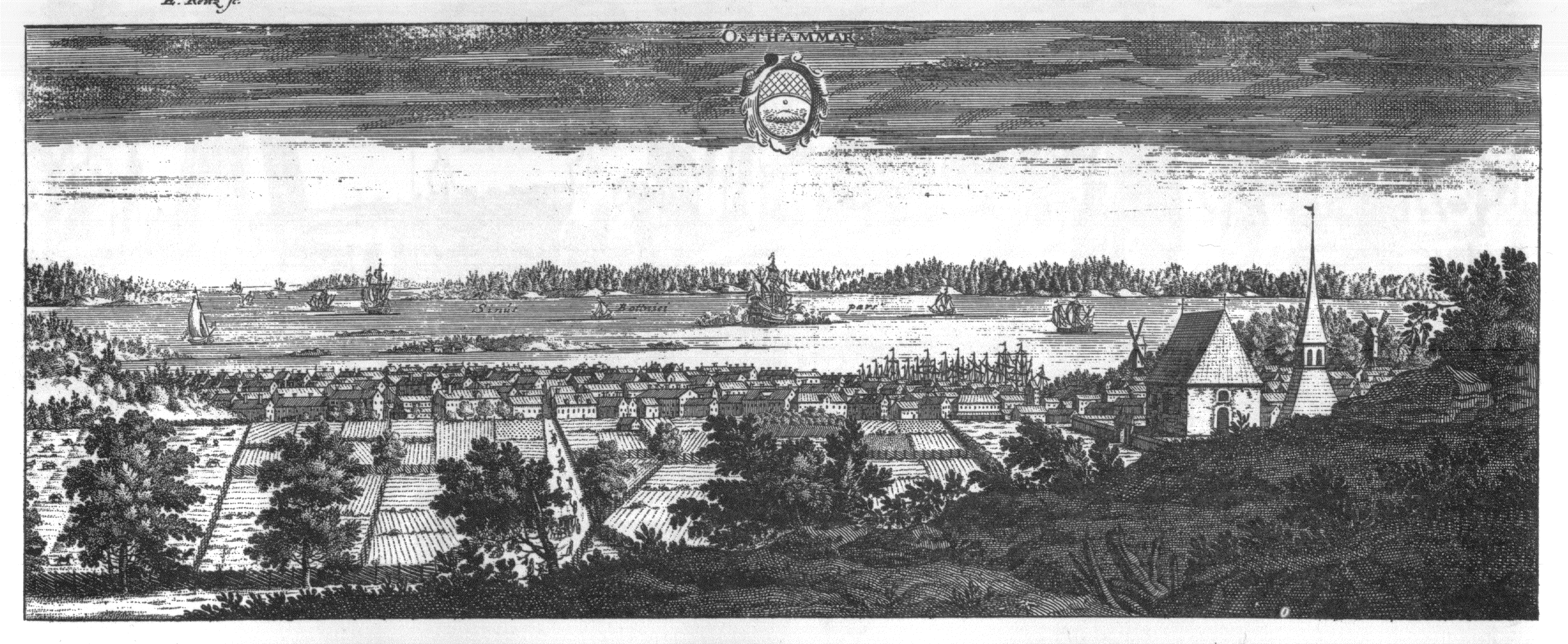
Östhammar i Suecia antiqua et hodierna.

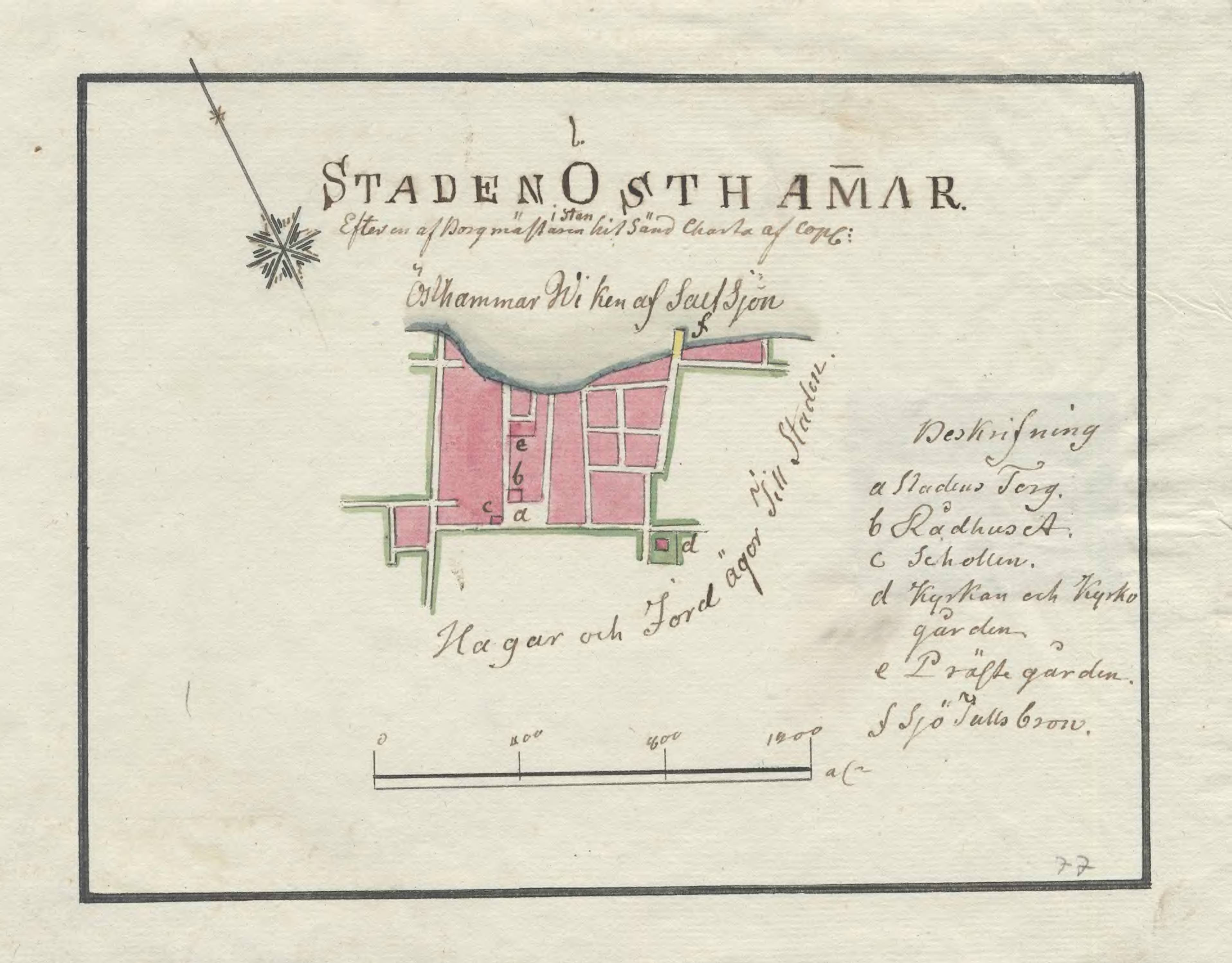
Karta över Östhammar från 1790-talet

Inga förhistoriska fornlämningar har anträffats inom den gamla stadsgränsen. Däremot har man hittat tunna kulturlager. De är troligen från 1500-talet eller senare. Alldeles utanför stadsgränsen finns senmedeltida kulturlager från stadens äldsta läge vid Gammelbyn. Det finns även några gravfält från vikingatiden. 
Namnet skrevs 1433 Østhammar. Detta består av det fornsvenska ordet hamar = "stenig backe".
Östhammar omnämns i handlingar första gången 1368, då kung Albrekt av Mecklenburg utfärdade privilegier för staden. Men redan dessförinnan var Östhammar en besökt handelsplats. Gamla handlingar talar också om ett "Östhammars län" under ärkebiskopsbordet i Uppsala. I stadens närhet låg i slutet av 1300- och början av 1400-talen "ett vackert slott och fäste", Östhammarshus, som under Engelbrekts befrielsekrig 1434 brändes av den därvarande danske fogden, som flydde med sin egendom sjövägen till Danmark. Lämningar av grundmurarna syns ännu. I slutet av 1400-talet hade farleden in till Östhammar blivit så grund, att borgarna anhöll att få flytta till Öregrunds näs. Detta bifölls, och staden Öregrund fick Östhammars privilegier. Dock uppstod Östhammar på nytt, närmare kusten på sin nuvarande plats, sedan Öregrund på Kristian II:s order år 1520 blivit nerbränt, och år 1539 fick Östhammar sina privilegier förnyade. 
År 1651 fick staden rådhus, och 1663 utverkade borgarna tillstånd av statsmakterna att anlägga en kyrka. Sommaren 1719 brändes hela staden, så när som på kyrkan, av den ryska flotteskader som det här året härjade efter roslagskusten. Efter detta var den i ett bedrövligt tillstånd, men borgarna vägrade flytta till Öregrund. År 1795 härjades staden av en eldsvåda, som ödelade större delen av samhället. Från början av 1600- till mitten av 1800-talet idkade invånarna strömmingsfiske vid Måssten och Gåssten samt andra skär utanför Singö. Fisket var då stadens egentliga näringsfång.

### Administrativa tillhörigheter
Östhammars stad ombildades vid kommunreformen 1862 till en stadskommun. Denna utökades 1957 med Frösåkers socken/landskommun, 1967 med Öregrunds stad innan den 1971 uppgick i Östhammars kommun där Östhammar sedan dess är centralort.
I kyrkligt hänseende har orten intill 2006 hört till Östhammars församling, därefter till Frösåkers församling.
Orten ingick till 1920 i domkretsen för Östhammars rådhusrätt och därefter till 1948 i Frösåkers tingslag och sedan till 1971 i Norra Roslags domsagas tingslag. Från 1971 till 2005 ingick Östhammar i Tierps domsaga, före 1 april 1980 benämnd Uppsala läns norra domsaga. Orten ingår sedan 2005 i Uppsala domsaga.

### Befolkningsutveckling
1934 hade staden 1 179 invånare och hade en yta av 144 hektar.
| Befolkningsutvecklingen i Östhammar 1950–2020 | Befolkningsutvecklingen i Östhammar 1950–2020 | Befolkningsutvecklingen i Östhammar 1950–2020 | Befolkningsutvecklingen i Östhammar 1950–2020 | Befolkningsutvecklingen i Östhammar 1950–2020 |
| --------------------------------------------- | --------------------------------------------- | --------------------------------------------- | --------------------------------------------- | --------------------------------------------- |
|                                               |                                               |                                               |                                               |                                               |
| År                                            |                                               |                                               | Folkmängd                                     | Areal (ha)                                    |
| 1950                                          | 1950                                          |                                               | 1 730                                         |                                               |
| 1960                                          | 1960                                          |                                               | 1 663                                         |                                               |
| 1965                                          | 1965                                          |                                               | 2 128                                         |                                               |
| 1970                                          | 1970                                          |                                               | 2 668                                         |                                               |
| 1975                                          | 1975                                          |                                               | 3 404                                         |                                               |
| 1980                                          | 1980                                          |                                               | 4 394                                         |                                               |
| 1990                                          | 1990                                          |                                               | 4 776                                         | 356                                           |
| 1995                                          | 1995                                          |                                               | 4 892                                         | 364                                           |
| 2000                                          | 2000                                          |                                               | 4 505                                         | 364                                           |
| 2005                                          | 2005                                          |                                               | 4 598                                         | 364                                           |
| 2010                                          | 2010                                          |                                               | 4 534                                         | 376                                           |
| 2015                                          | 2015                                          |                                               | 4 726                                         | 489                                           |
| 2020                                          | 2020                                          |                                               | 4 976                                         | 491                                           |
|                                               |                                               |                                               |                                               |                                               |

## Kommunikationer

### Buss
- SL-linje 639 Östhammar – Hallstavik – Rimbo – Stockholm (sommartid)
- UL-linje 775 direktlinje Östhammar – Uppsala
- UL-linje 811  Öregrund – Östhammar – Gimo – Alunda – Uppsala
- UL-linje 835 Östhammar – Forsmark – Skärplinge –  Tierp
- UL-linje 852 Östhammar –  Raggarön (anropsstyrd trafik)
- UL-linje 857 Östhammar – Hargshamn – Hallstavik
- UL-linje 860 Östhammar – Forsmarks kraftverk

## Personer med anknytning till orten (i urval)
- Gudrun Sjödén
- Mats Wikström
- Lars Molin